# Wapen van Salm
Het Wapen van Salm was het heraldische symbool van de familie Salm en het graafschap en latere vorstendom Salm.

## Stamwapen

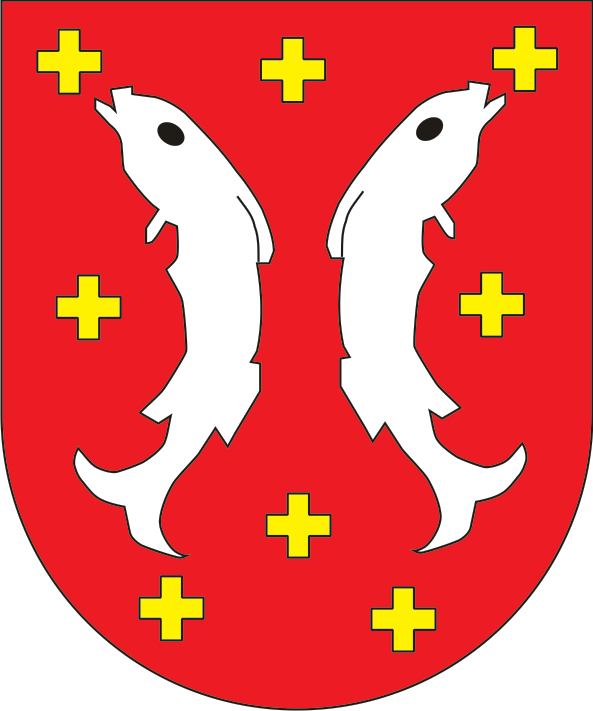
wapen van Salm (Opper-Salm)
wapen van Neder Salm (Vielsalm)

Het wapen van Salm bestaat uit twee naar binnen gebogen vissen (zalmen). Bij Opper-Salm zijn de vissen zilver in rood en bij Neder-Salm rodd in zilver.

## Wapen van Salm-Salm

Salm-Salm
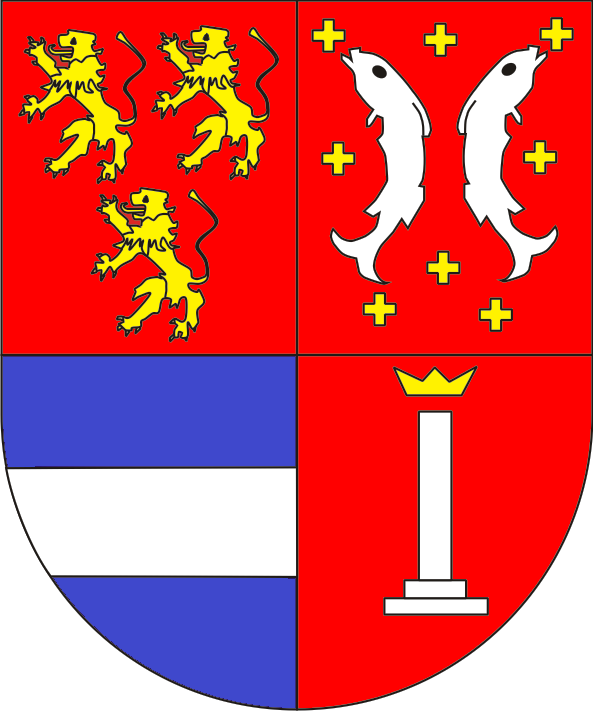
hartschild
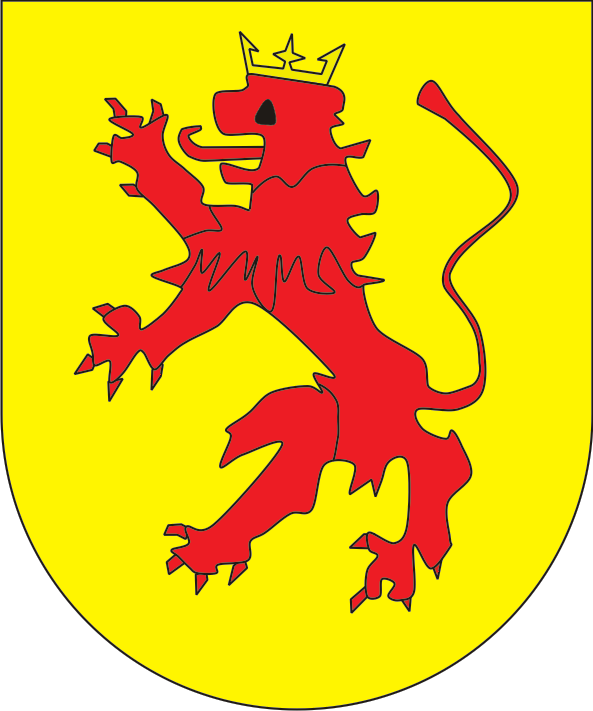
wildgraafschap Dhaun
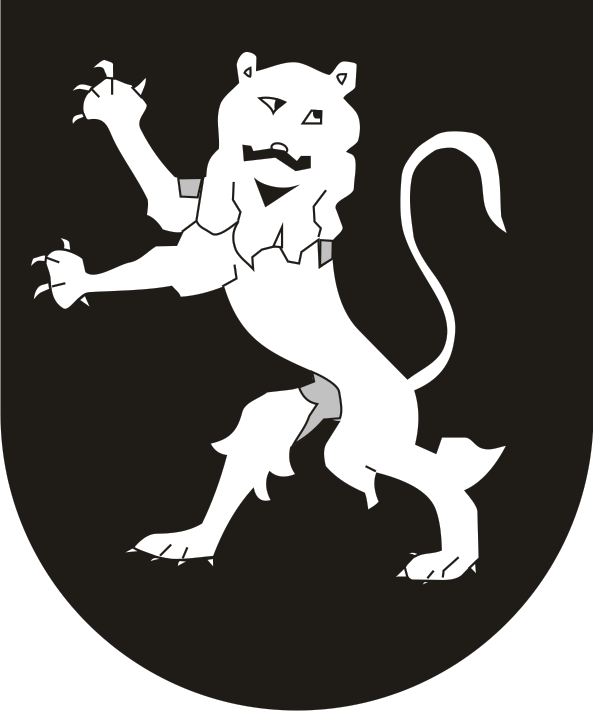
rijngraafschap Stein
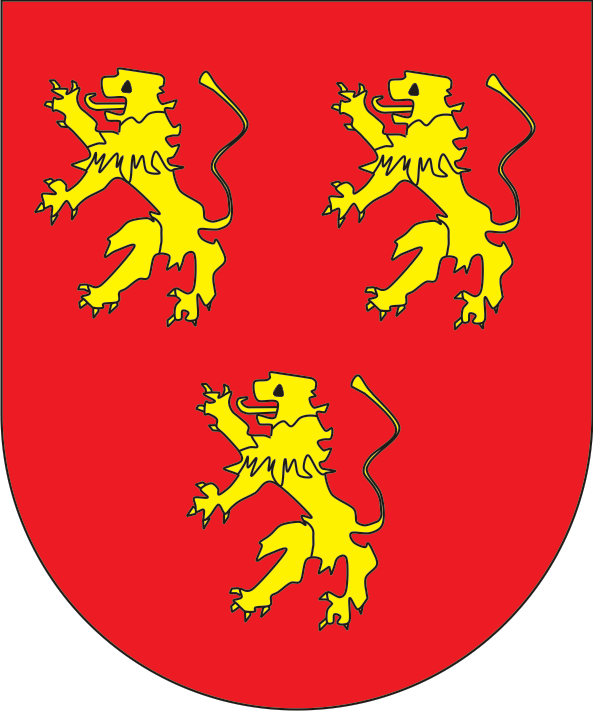
wildgraafschap Kyrburg
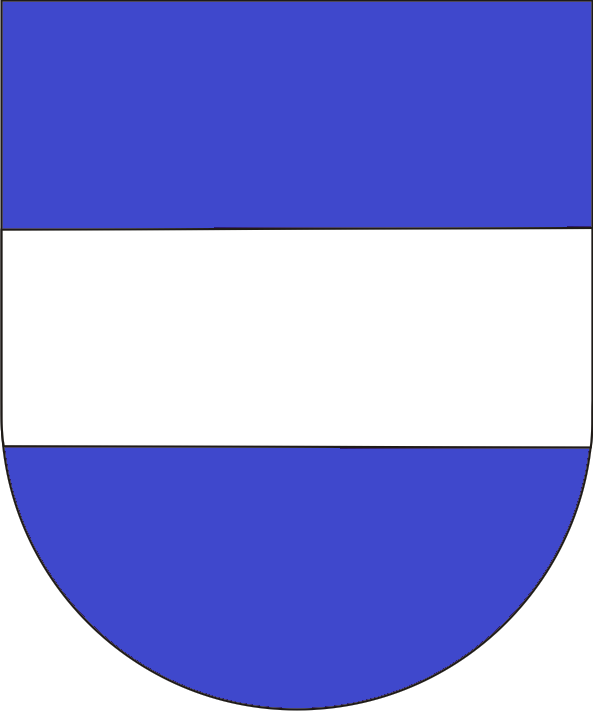
heerlijkheid Vinstingen
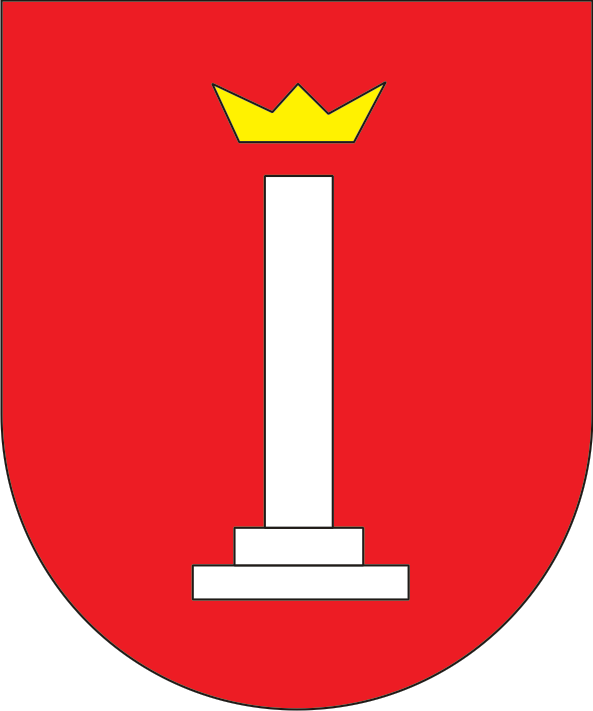
heerlijkheid Anholt

De graven van Salm stierven in 1475 uit, waarna het graafschap aan de Wild- en Rijngraven te Stein kwam. De wapens van Salm, Kyrburg, Dhaun en Stein werden toen verenigd. Kort daarop werd ook nog de heerlijkheid Vinstingen geërfd. In 1499 werden de gebieden voor het eerst verdeeld, waarna er in de loop der eeuwen nog vele verdelingen plaatsvonden. De oudste tak verwierf in 1637 ook nog de heerlijkheid Anholt. In 1738 vond een laatste verdeling plaats, waarbij de takken Salm-Salm en Salm-Kyrburg ontstonden. Salm-Salm voerde het wapen van Anholt, Salm-Kyrburg niet.

## Wapen van Salm-Kyrburg

Salm-Kyrburg
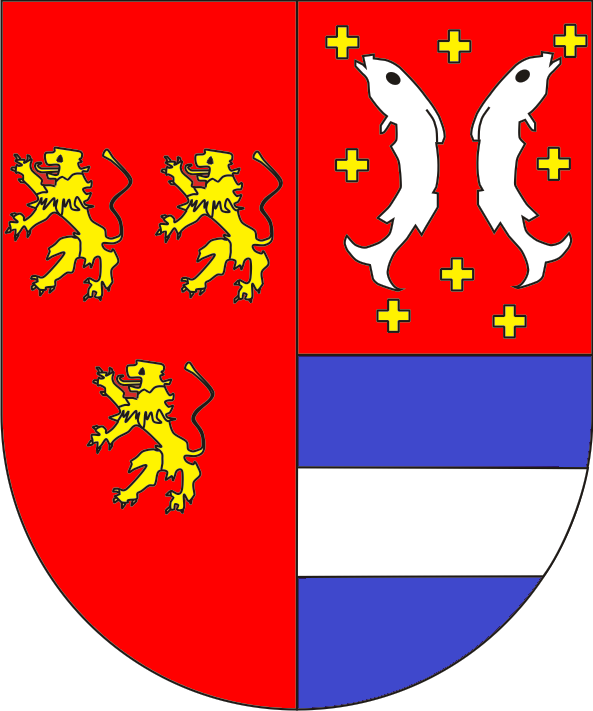
hartschild

Het wapen van Salm-Kyrburg had op dat voor de heerlijkheid Anholt dezelfde velden als Salm-Salm.

## Wapen van Salm-Neuburg

Salm-Neuburg
graafschap Neuburg

In 1528 verwierf een jongere tak van de oorspronkelijke familie Salm het graafschap Neuburg in het huidige Beieren. Deze tak stierf in 1784 uit.

## Wapen van Salm-Reifferscheid

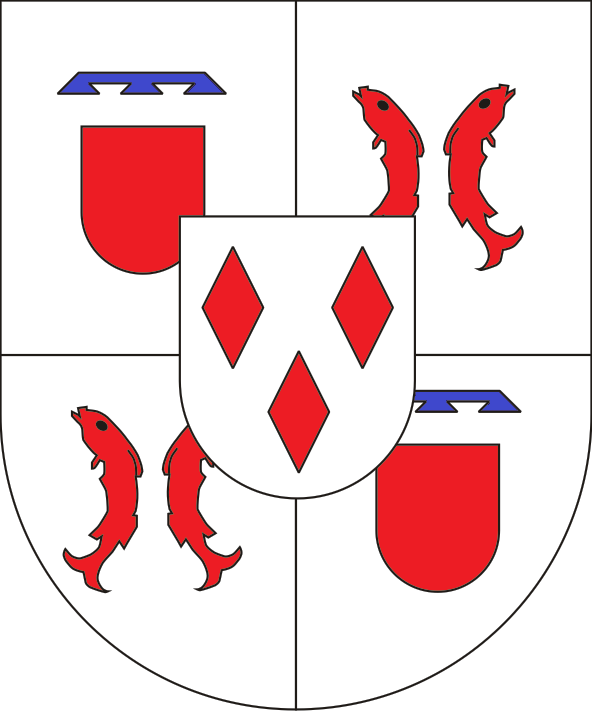
Salm-Reifferscheid (1455-1600)
heerlijkheid Reifferscheid
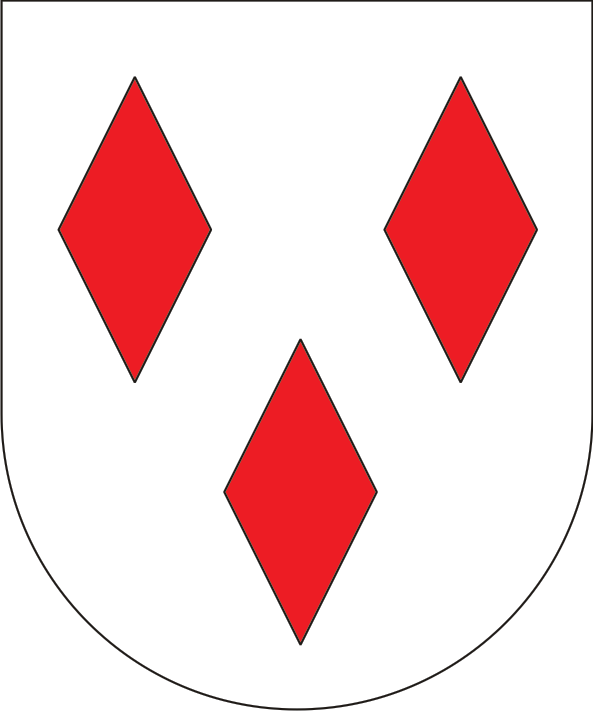
rijksheerlijkheid Dyck

De graven van Neder-Salm stierven in 1416 uit, waarna hun bezittingen aan de heren van Reifferscheid en Dyck vielen. Tot 1600 werden de wapens van deze drie gebieden gevoerd.

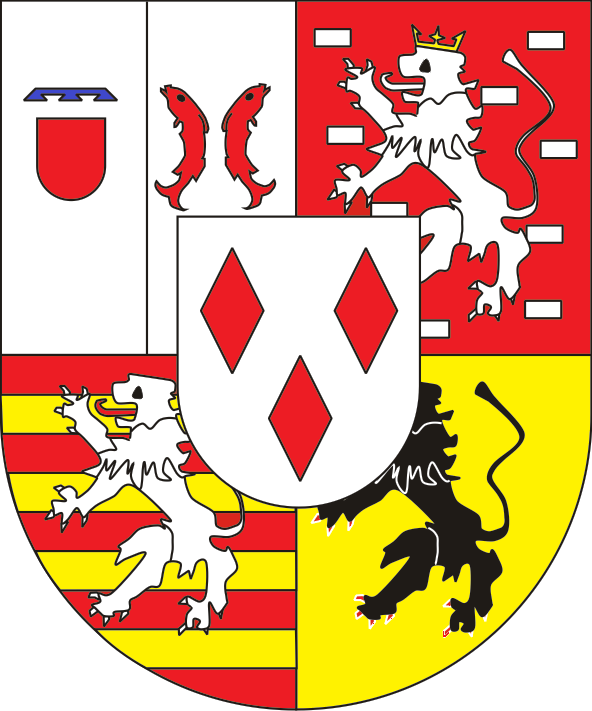
Salm-Reifferscheid (na 1600)
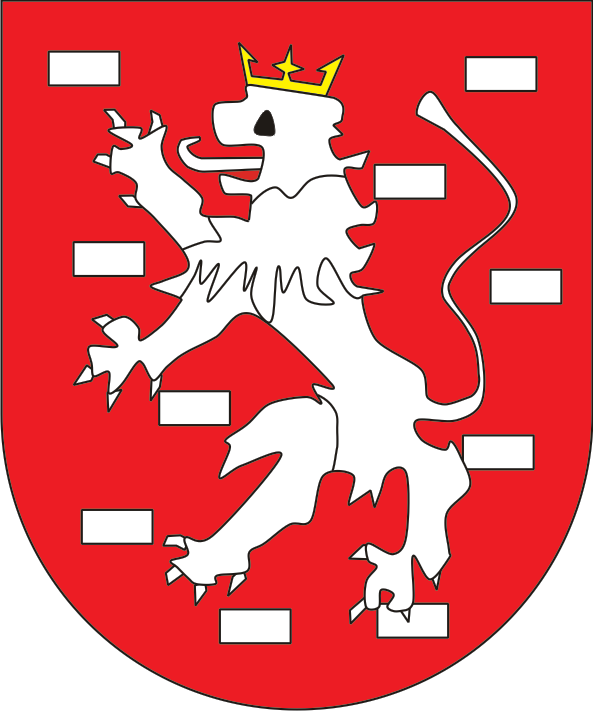
heerlijkheid Bedbur
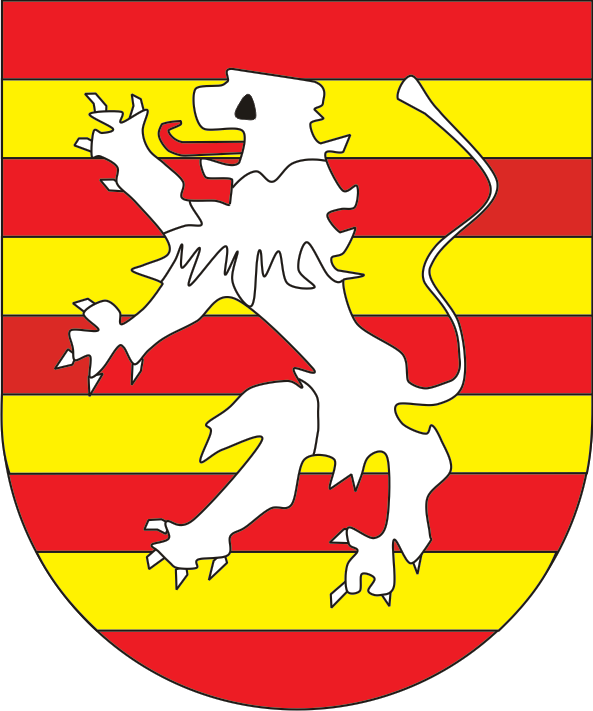
heerlijkheid Alfter
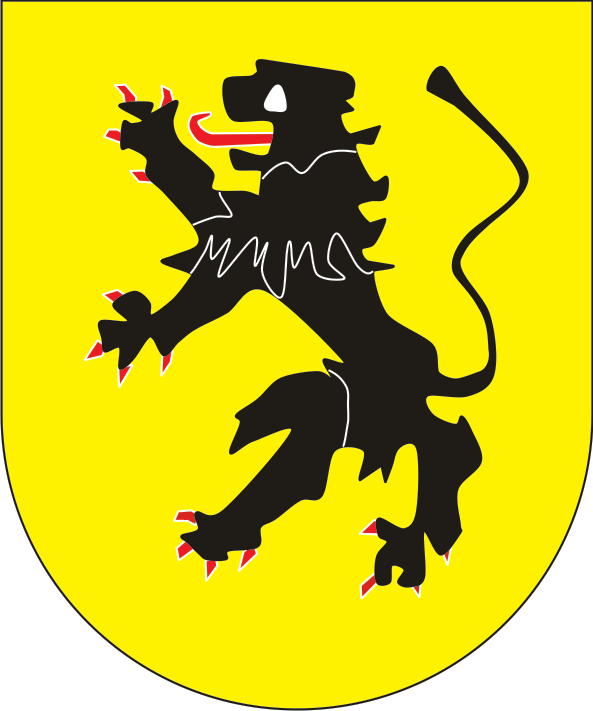
heerlijkheid Hackenbroch

Sinds 1600 waren de wapens toegevoegd van de heerrlijkheden Bedbur, Alfter en Hackenbroich. Alfter was al sinds 1435 een bezitting, Bedbur en Hackenbrocih werden in 1600 van de graven van Nieuwenaar geërfd. Na de dood van graaf Ernst Frederik in 1639 ontstonden er door een deling onder zijn zoons de takken in Bedbur en Dyck. De oudste tak bleef het wapen van 1600 voeren.

## Wapen van Salm-Reifferscheid-Raitz

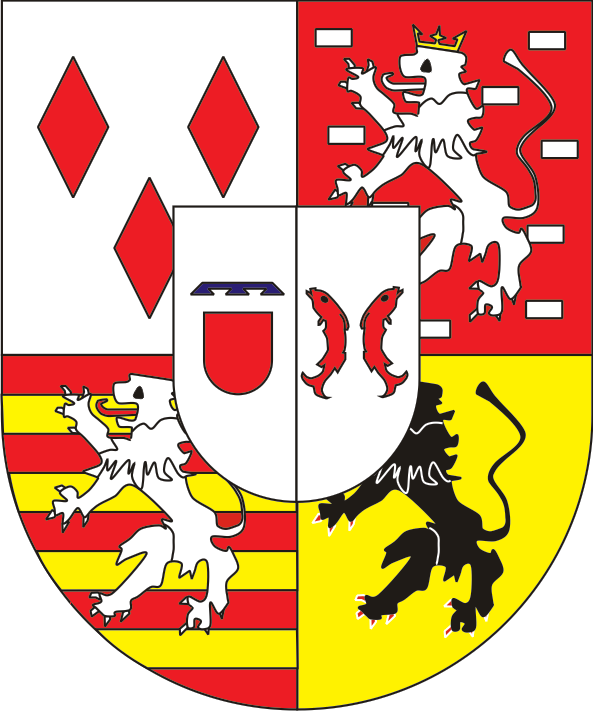
Salm-Reifferscheid-Raitz (1790)

In 1734 splitste zich van de tak Reifferscheid een jongere tak af te Raitz. De tak werd in 1790 in de rijksvorstendstand verheven en voerde sindsdien een iets afwijkend wapen.

## Opmerking
Ook het Land van Altena en de gemeente Woudrichem hebben een wapen dat twee zalmen vertoont die op dezelfde wijze zijn afgebeeld. Daar middeleeuwse families vaak trouw waren in het voeren van familiewapens, terwijl achternamen niet altijd afstamming aangaven duidt de overeenkomst in wapens mogelijk op een afstammingsverband tussen de adellijke families van Altena en Salm.